# Drei-Linden-Siedlung
Die nördlich vom Hauptort Puch gelegene Drei-Linden-Siedlung (auch Drei-Linden-Raschl-Siedlung) ist eine Siedlung in der Gemeinde Puch bei Hallein im Tennengau im Salzburger Land. Nahe der Siedlung gelegen ist der Bahnhof Puch Urstein samt S-Bahn- und Regionalbus-Verbindung.
|                                  | Prähausen                                   |                                  |
|                                  | Kompassrose, die auf Nachbargemeinden zeigt | St. Jakob am Thurn Hinterwiestal |
| Puch (Gemeinde Puch bei Hallein) | Puch (Gemeinde Puch bei Hallein)            |                                  |